# Ville-di-Paraso
Ville-di-Paraso är en kommun i departementet Haute-Corse på ön Korsika i Frankrike. Kommunen ligger i kantonen Belgodère som tillhör arrondissementet Calvi. År 2022 hade Ville-di-Paraso 206 invånare.

## Befolkningsutveckling
Antalet invånare i kommunen Ville-di-Paraso
Referens:INSEE